# لوتار فن ریشتهوفن
لوتار فن ریشتهوفن (انگلیسی: Lothar von Richthofen؛ ۲۷ سپتامبر ۱۸۹۴ – ۴ ژوئیهٔ ۱۹۲۲) یک فرد نظامی اهل آلمان بود.
پس از مرگ ناگوار بولکه هدایت اسکادران او به مانفرد فون ریشتهوفن واگذار شد و جمله "می خواهم بولکه باشم" تبدیل به شعار اسکادران شد. ریشتهوفن کمی بعد با رکورد 80 فروند هواپیمای ساقط شده بهترین خلبان جنگ جهانی اول شد. اسم اسکادران تحت فرماندهی ریشتهوفن به "سیرک پرنده" تبدیل شد و خود ریشتهوفن با نام مستعار "بارون قرمز" شناخته می شد. جالب اینکه خود ریشتهوفن به وسیله بولکه جذب این اسکادران شده بود و تحت تعالیم وی به یک تک خال تبدیل شد. این تعالیم هنوز هم به وسیله خلبان جنگنده‌ها اجرامی‌شوند:
· قبل برتریهای خود را حفظ کنید.
· از حمله پشت به هواپیمای دشمن، بر او برتری به دست آور.(در صورت امکان آفتاب را پشت سر خود قرار بده.) حمله کنید.
· در هر نوع حمله ای، از پشت به هواپیمای دشمن حمله کن.
· به صورت گروهی حمله کنید.
· هیچگاه از حمله‌ای که آغازکرده ایاید دست برندارنکشید.
· هنگام عبور از خطوط دشمن راه بازگشت به جبهه خودی را به خاطر بسپار.
· به فریب حقه‌های دشمن را نخورید.
· بچرخید تا با هواپیمای در حال شیرجه رفتن دشمن پشت نکن. بچرخ تا با او رو در رو شویرودررو شوید.
· همواره به حریف چشم بدوز و اجازه نده تا با حیله‌هایش تو را بفریبد.
· تنها همواره دشمن را در دید خود نگه دارید.
· از فاصله نزدیک و زمانی که دشمن را به خوبی در دید داری شلیک کنید.